# Christian Chelman
 (novembre 2019).
Christian Chelman est un illusionniste belge né le 15 janvier 1957. Il est spécialisé en close-up, cartomagie, tricherie, mentalisme, magie bizarre, storytelling magic et illusionnisme fantastique.

## Biographie
Christian Chelman est né en 1957 à Luluabourg, au Congo belge. Il a commencé la magie à l'âge de 15 ans, à la suite d'un tour que lui avait montré un copain de judo. Dans les années 1980, il commence à s’intéresser au mentalisme et à la Bizarre magick. En 1982, il sort son premier livre : Delirium Magicum et l'envoie à Jean Merlin qui composera peu de temps après un Mad Magic spécial Chelman (Mad Magic n°45 - spécial Christian Chelman - Mai 83)[réf. souhaitée]. En 1993, il remporte le « Ron Mc Millan », une compétition de close-up, à Londres, avec son spectacle Delirium Magicum. En 1994, il publie son premier livre américain : Capricornian Tales. D'autres publications suivront. En parallèle, Christian Chelman développe et présente de nombreux spectacles pour petits groupes. Il donne également séminaires et conférences dans le monde (en particulier aux États-Unis, en Angleterre, et en Autriche). Il a travaillé de nombreuses années au Magic Castle d'Hollywood[réf. souhaitée] (en décembre 1986, juillet 1987, juillet 1989, août 1991).
Il est aussi licencié en éducation physique, agrégé de l'enseignement secondaire supérieur (ULB) et ceinture noire de judo.

Christian Chelman

### Revues
- Mad Magic, mai 1983, n°45, spécial Christian Chelman
- Revue de la prestidigitation, n° 413, 1989 : La Magie fantastique de Christian Chelman - AFAP
- Arcane, 1991, n° 62 Spécial Christian Chelman
- Magicus journal, 1994, n° 80, Il était Chelman une fois !
- Mindonmania, 1998, spécial Christian Chelman
- Revue de la prestidigitation, n° 521, janvier-février 2001 : Christian Chelman. Légende urbaine - AFAP, 40 p.
- The Altar Flame, vol 4 - issue 2
- The New Invocation, n° 75
- Magicus, n° 30
- Genii, vol. 70, n° 10, octobre 2007.
- Magic, octobre 2007.

### Livres
- (en) Capricornian Tales, L & L Publishing, 1993
- Légendes Urbaines, Paris, Joker Deluxe, 1999.
- Compendium Sortilégionis, Genève, Slatkine, 2003.
- (en) Hauntiques, Londres, MPMagic, 2006.
- Fabula Hermetika, Suresnes, Fantaisium, 2012.

### Articles
- Thomas Owen, 1998, « Christian Chelman » (pp. 723–725) dans Œuvres complètes - Tome 4, Lefranc, 780 p.,  (ISBN 2-87153-595-7) '.
- Thibaut Rioult, « Et si la magie existait ? L’illusionnisme fantastique comme dispositif intermédial (objet chargé — récit fantastique — effet magique) », Intermédialités / Intermediality, no 42,‎ 2023, p. 1-37 (ISSN 1705-8546, DOI 10.7202/1109848ar, lire en ligne, consulté le 2 juin 2024).